# 5-я Жерновская улица
5-я Жерно́вская улица — улица в Красногвардейском районе Санкт-Петербурга. Соединяет улицу Лазо и улицу Коммуны. Параллельна Ириновскому проспекту и Отечественной улице. Протяжённость — 410 м.

## История
Названа по деревне Жерновка (упразднена в результате застройки района Ржевка-Пороховые), в сторону которой вела улица. С 1896 года до 3 декабря 1956 года улица носила название 5-я линия. 16 октября 1976 года 5-я Жерновская улица была упразднена. Название было восстановлено 7 июля 1999 года.

## Здания и сооружения
- жилые дома
- торговые точки

## Транспорт
Ближайшая к 5-й Жерновской улице станция метро — «Ладожская» 4-й (Правобережной) линии.
Движение общественного транспорта по улице отсутствует. На пересечении с улицей Коммуны находится автобусная остановка, которую обслуживают следующие маршруты:
- Автобусы городские: № 23, 30, 37, 92, 102, 103, 124.
- Автобусы пригородные: № 492, 534.

Платформы: Раздельный пост (2340 м), Заневский Пост (2280 м).